# 色平哲郎
色平 哲郎（いろひら てつろう、1960年1月29日 - ）は、農協職員、日本の内科医。

## 人物
横浜市生まれ。東京大学中退後、世界を放浪。90年京都大学医学部卒。同年JA長野厚生連佐久総合病院に就職。95年タイ政府より表彰。98年から南相木（みなみあいき）村診療所長として10年間地域医療に従事。2003年山室静文学記念佐久文化賞受賞。2011年ヘルシー・ソサエティ賞受賞。2013年在日フィリピン大使館より表彰。佐久総合病院地域医療部地域ケア科医長。立命館大学客員教授。世界こども財団評議員。プラネタリーヘルス（地球環境医学）講座「農村医療から世界を診る　地球（環境）医学とは何か？」を開講中
「めざせ、地球のお医者さん＝宇宙船地球号の船医さん」

## 著書
伝記「風と土のカルテ　色平哲郎の軌跡」山岡淳一郎著　まどか出版　2002
- 『源流の発想 21世紀-ムラ医療の現場から』オフィスエム 2002
- 『大往生の条件』角川oneテーマ21 2003
- 『風のひと土のひと 医す立場からの伝言』新日本出版社 2012
- 「農村医療から世界を診る　良いケアのために」あけび書房 2022
- 「地域をつむぐ、いのちの連鎖」かもがわ出版 2024

### 共編著
- 『命に値段がつく日 所得格差医療』山岡淳一郎共著 中公新書ラクレ 2005
- 『TPPで暮らしはどうなる?』鈴木宣弘、天笠啓祐、山岡淳一郎共著 岩波ブックレット 2013

## 論文
- CiNii>色平哲郎